# Espírito Santo
Espírito Santo állam (portugál kiejtés: eszˈpiɾitu ˈszɐ̃tu ) Brazília délkeleti régiójában fekszik. Minas Gerais (nyugaton), Bahia (északon), Rio de Janeiro államokkal (délen) és az Atlanti-óceánnal (keleten) határos.

## Földrajzi adatok
- Területe 46 095 km², mellyel Észtországhoz hasonló méretű
- Becsült lakossága 2015-ben közel 4 millió fő[2]
- Népsűrűsége 85 fő/km²
- Székhelye: Vitória

## Népesség
| Lakosok száma | 3 885 049 | 4 108 508 | 3 833 712 |
|               | 2014      | 2021      | 2022      |

## Fordítás
- Ez a szócikk részben vagy egészben  az   Espírito Santo (estado) című portugál Wikipédia-szócikk fordításán alapul.  Az eredeti cikk szerkesztőit annak laptörténete sorolja fel. Ez a jelzés csupán a megfogalmazás eredetét és a szerzői jogokat jelzi, nem szolgál a cikkben szereplő információk forrásmegjelöléseként.